# فرودگاه دریای سالتون
فرودگاه دریای سالتون (به انگلیسی: Salton Sea Airport) یک فرودگاه همگانی با کد یاتا SAS است که یک باند فرود آسفالت دارد و طول باند آن ۱۵۲۴ متر است. این فرودگاه در شهر سالتون سیتی، کالیفرنیا کشور ایالات متحده آمریکا قرار دارد و در ارتفاع -۲۵٫۶ متری از سطح دریا واقع شده است.